# Mushafen (Bern)

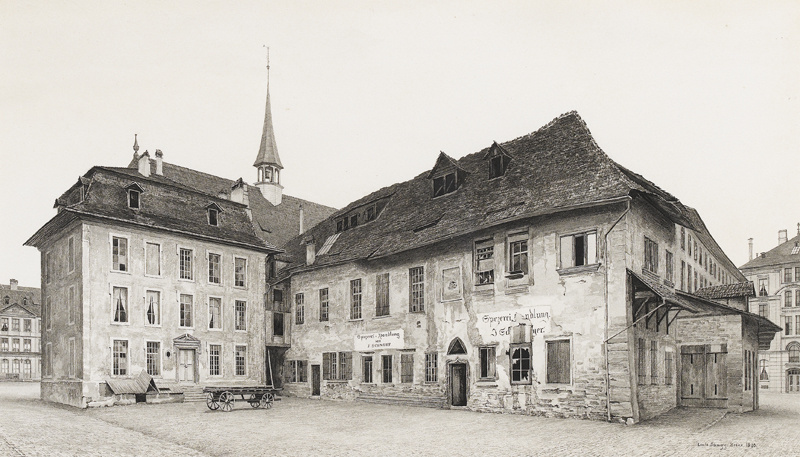
Der Berner Mushafen war im ehemaligen Predigerkloster untergebracht

Der Mushafen in Bern war eine nachreformatorische Almosenstiftung.
Bern stiftete 1528 aufgrund der Almosenordnung von Huldrych Zwingli von 1525 im aufgehobenen Predigerkloster den Mushafen. Der Mushafen verköstigte Arme, bedürftige Studenten und Schüler täglich mit Mus, Brot und an durch Stifter bestimmten Tagen mit Rindfleisch.
Der Mushafen wurde bis 1798 durch den Mushafenschaffner, einem Mitglied des Grossen Rates, geleitet. Der Mushafen war ein städtisches Amt (Vogtei) der vierten Klasse.

## Liste der Mushafenschaffner
- Georg von Römerstal, 1529
- Niklaus Tillmann, 1535
- Conrad Bachmann, 1542
- Bendicht Entlebuch, 1546
- Hans Tschan, 1556
- Albrecht Rumsi, 1565
- Peter Galli, 1567
- Johannes Vogt, 1574
- Ambrosius Meyer, 1576
- Sulpitius Häusler, 1577
- Gilian Wysshahn, 1580
- Hans Galli, 1580
- Jacob Lauer, 1587
- Johannes Rymann, 1591
- Martin Müller, 1598
- Rudolf Dachselhofer, 1604
- Michael Zeender, 1610
- Mathäus Knecht, 1616
- Niklaus von Werdt, 1622
- Abraham Brunner, 1628
- Simon Ropolt, 1634
- Hans Rudolf Zigerli, 1640
- Hans Ulrich Bondeli, 1646
- Johannes Müller, 1648
- Samuel Dingnauer, 1654
- Abraham Lüthard, 1655
- Rudolf Müller, 1661
- Samuel Mühleisen, 1667
- Anton Weiss, 1673
- Wilhelm Wäber, 1679
- Daniel Gerwer, 1683
- Abraham Amport, 1689
- Michael Nöthiger, 1695
- Hieronymus Hauser, 1701
- Johannes Bondeli, 1707
- Bendicht Rohr, 1713
- Beat Ludwig Keller, 1719
- David Müller, 1725
- Daniel Stettler, 1731
- Franz Ludwig Müller, 1731
- Johann Rudolf Sinner, 1758
- David Daniel Wiegsam, ca. 1780